# USS LST-674
O USS LST-674 foi um navio de guerra norte-americano da classe LST que operou durante a Segunda Guerra Mundial.